# Fotogramas de Plata 1988
La 39a cerimònia de lliurament dels Fotogramas de Plata 1988, lliurats per la revista espanyola especialitzada en cinema Fotogramas, va tenir lloc el 27 de febrer de 1989 a la discoteca Joy Eslava. Foren presentats per Imanol Arias i Aitana Sánchez-Gijón.

## Candidatures

### Millor pel·lícula espanyola
| Pel·lícula        | Director       | Resultat   |
| ----------------- | -------------- | ---------- |
| Remando al viento | Gonzalo Suárez | Guanyadora |

### Millor pel·lícula estrangera
| Pel·lícula     | Director    | Resultat   |
| -------------- | ----------- | ---------- |
| Els dublinesos | John Huston | Guanyadora |

### Millor actriu de cinema
| actriu         | Pel·lícula                                                                | Resultat   |
| -------------- | ------------------------------------------------------------------------- | ---------- |
| Carmen Maura   | Baton Rouge Mujeres al borde de un ataque de nervios                      | Guanyadora |
| Victoria Abril | Baton Rouge El juego más divertido El placer de matar                     | Candidata  |
| María Barranco | Mujeres al borde de un ataque de nervios Tu novia está loca               | Candidata  |
| Chus Lampreave | Espérame en el cielo Miss Caribe Mujeres al borde de un ataque de nervios | Candidata  |
| Terele Pávez   | Diario de invierno                                                        | Candidata  |

### Millor actor de cinema
| Actor            | Pel·lícula                                                                                   | Resultat  |
| ---------------- | -------------------------------------------------------------------------------------------- | --------- |
| Antonio Banderas | Baton Rouge Así como habían sido El placer de matar Mujeres al borde de un ataque de nervios | Guanyador |
| Juan Diego       | Así como habían sido Jarrapellejos Pasodoble                                                 | Candidat  |
| Alfredo Landa    | Sinatra                                                                                      | Candidat  |
| José Luis Gómez  | Llums i ombres Remando al viento                                                             | Candidat  |
| Fernando Rey     | Diario de invierno Pasodoble El túnel                                                        | Candidat  |

### Millor intèrpret de televisió
| Intérprete           | Sèrie de televisió | Resultat  |
| -------------------- | ------------------ | --------- |
| José Sacristán       | Gatos en el tejado | Guanyador |
| Ferran Rañé i Blasco | Gatos en el tejado | Candidata |
| Albert Closas        | Gatos en el tejado | Candidat  |
| Javier Gurruchaga    | Viaje con nosotros | Candidat  |
| Tricicle             | Tres estrelles     | Candidat  |

### Millor intèrpret de teatre
| Intèrpret/Companyia | Muntatge                                | Resultat   |
| ------------------- | --------------------------------------- | ---------- |
| Concha Velasco      | Carmen, Carmen                          | Guanyadora |
| Dagoll Dagom        | Mar i cel                               | Candidat   |
| Kiti Mánver         | Carmela y Paulino, variedades a lo fino | Candidat   |
| Marisa Paredes      | Orquídeas a la luz de la luna           | Candidat   |
| Julieta Serrano     | Orquídeas a la luz de la luna           | Candidat   |